# タンス預金
タンス預金（タンスよきん）とは、家庭内に保管されている現金を指す、日本での俗用表現。銀行預金など、金融機関に預けられているお金と対比して言う事が多い。本項では、タンス預金に関連する語である「へそくり」についても述べる。

## 概要
かつてはタンスに仕舞い込まれることが多かったためこの表現があるが、一般的には金庫や貯金箱などタンス以外の場所に保管する場合もタンス預金に含む。ちなみに欧米ではマットレスの下が「典型的な貯蔵場所」である。

### 金融システム上のタンス預金
タンス預金は銀行口座などと違って資金移動の記録が残らないため、資金洗浄や脱税などの手段として用いられ得るという側面もある。また富裕層は、脱税の意図まではなくても、税務署や国税庁査察部などに資産を詮索されることを嫌がる傾向があるという。
タンス預金は金融機関に預けられないため金利もつかず、長期間になると現金の死蔵化につながる。また、国家的規模でタンス預金が増えれば、その分金融機関の預金額は減ることになり、融資の鈍化などで国の経済成長にも影響を及ぼしかねない。そのためタンス預金の増加は金融システム上の問題としてたびたび取り上げられる。
日本国内に存在するタンス預金の推計金額は、日本銀行の2016年の調査報告によれば約78兆円、2020年12月末時点で初めて100兆円を突破したとされ、第一生命経済研究所によれば2017年2月末時点で約43兆円という。
保有者にとっての最大の長所は、現金ゆえにデフレーションに強く、流動性が最高であることである。当然マイナス金利や金融機関の破綻の影響も受けない。そのため金融システムへの不安がタンス預金の動機になり得る。
その一方、タンス預金は盗難や火災による喪失、パソコンの動作不良による暗号通貨のウォレットデータの喪失、害虫による食害や錆びつき等の破損といった物理的な貨幣ゆえのリスクがあり、また横領のリスクは大抵の場合、金融機関の破綻リスクよりも大きい。利子が付かない分、インフレーションの影響をより大きく受けるというインフレリスクもある。
さらに通貨切替などにより旧通貨が無効となった場合、タンス預金も無価値となる。北朝鮮が自国のウォンに対して2009年11月30日にデノミネーションを行った際や、インドが2016年11月8日にルピーの高額紙幣を突然廃止した際など、タンス預金が無価値化した事例は過去世界中にいくつも存在する。
なお、新紙幣発行の場合、旧紙幣が使えなくなるわけではないので、タンス預金をあぶりだす効果はない。

### へそくり
同居家族がいる個人が、個人的に管理する私財のことを「へそくり」【綜麻繰・臍繰り】（臍繰り金の略語）という。古くは家族公認の個人資産を指したというが、現在は「他の同居家族に隠して貯めたもの」というニュアンスで用いられる。その隠し場所として、タンスの中など家庭内のどこかが選ばれることも比較的多いため、家庭内に隠したへそくりは「へそくり」と「タンス預金」の両方に該当することになる。
ただし「タンス預金」が銀行預金など金融機関への預金と対比した語であるのに対し、「へそくり」は家族共有の財産と対比した語であり、意味が異なる。

### 暗号通貨
暗号通貨は「ウォレット」と言われるコンピュータアプリケーションで保管される。自宅の端末のウォレットに暗号通貨を保管することはタンス預金に該当する。